# 电子迁移率
电子迁移率（英語：electron mobility）是固体物理学中用于描述金属或半导体内部电子，在电场作用下移动快慢程度的物理量。在半导体中，另一个类似的物理量称为空穴迁移率（hole mobility）。人们常用载流子迁移率（carrier mobility）来指代半导体内部电子和空穴整体的运动快慢。